# Ignazio Porro

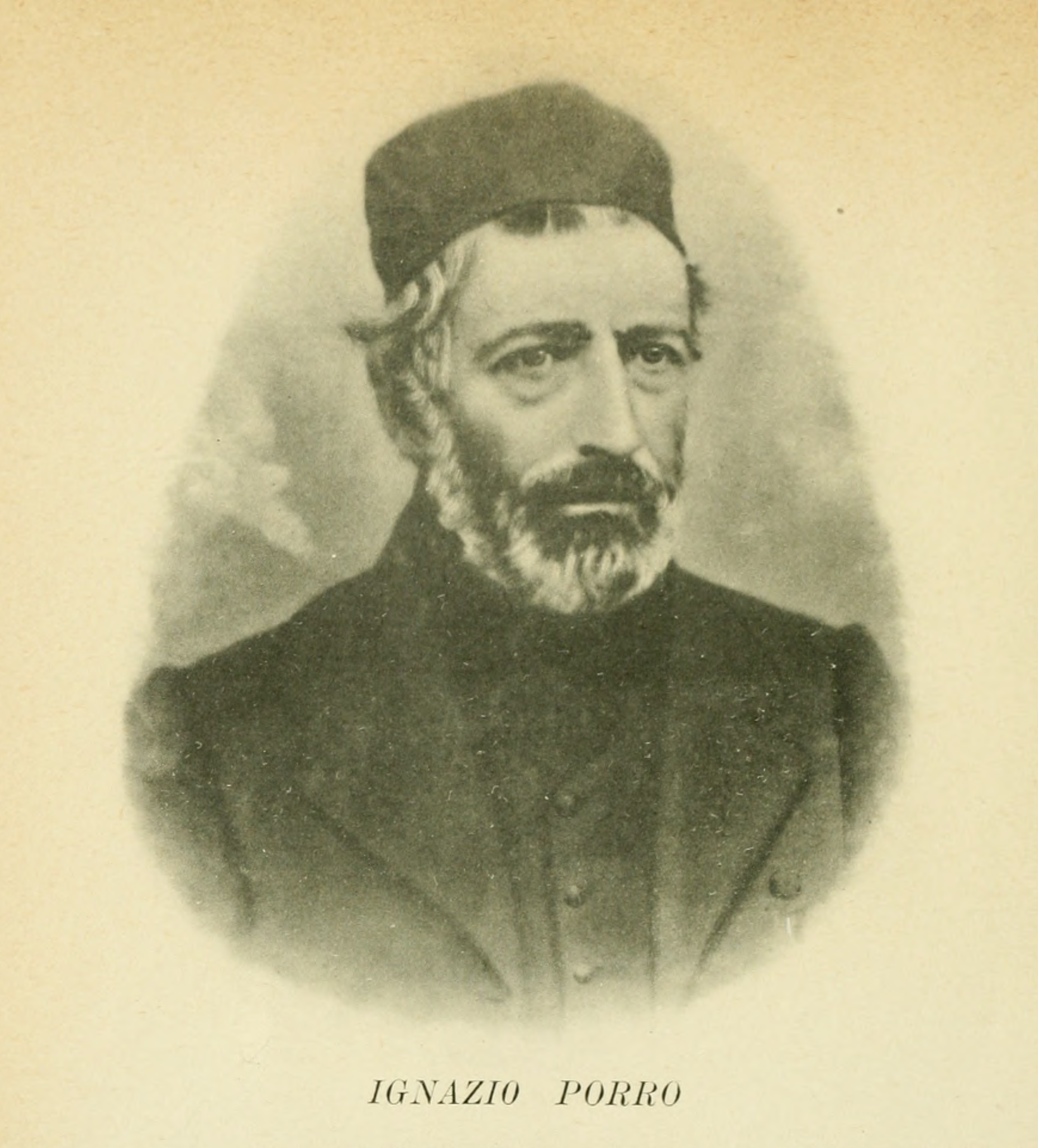
Ignazio Porro

Ignazio Porro (* 25. November 1801 in Pinerolo; † 8. Oktober 1875 in Mailand) war ein italienischer Ingenieur und Erfinder des nach ihm benannten Porroprismas, das in Ferngläsern und Stereomikroskopen verwendet wird. Nach ihm benannt ist das Porro Bluff, ein Felsenkliff in der Antarktis.

## Militärzeit
Ignazio Porro war Sohn eines Ingenieur-Leutnants der italienischen Armee. Auch Ignazio trat als Artillerie-Kadett in die italienische Armee ein. Schon während der Militärzeit arbeitete er in der Landvermessung und machte zahlreiche Verbesserungen an geodätischen Systemen. Seit 1839 bezeichnete er seine optischen Systeme zur Landvermessung als „Tacheometer“ und definierte den Begriff der Tachymetrie. 1842 schied er im Rang eines Majors der Reserve aus dem Militärdienst aus.

## Werkstätten in Turin und Paris

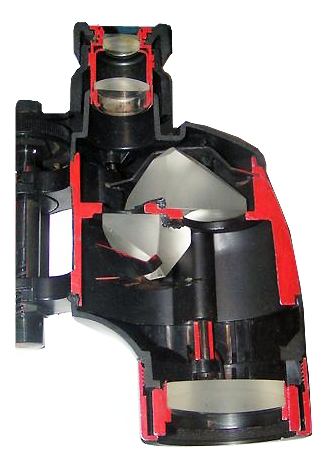
Querschnitt durch ein Porro-Prismenfernglas

Als Zivilist gründete Porro eine Werkstatt in Turin. Fünf Jahre später zog er nach Paris und gründete dort das „Institut technomatique“. Dort konstruierte er 1847 ein asymmetrisches Kamera-Linsensystem, das die Bildqualität am Bildrand verbesserte. Anfang der 1850er Jahre empfahl er die Verwendung von Teleobjektiven zur Aufnahme weit entfernter Motive.
1854 erhielt Porro das Patent für seine bekannteste Erfindung, die Umkehrung und Umlenkung, mit der Patentschrift „Gewisse Anwendungen von totaler oder gewöhnlicher Reflexion des Lichts an durchsichtigen Flächen allein oder in Verbindung mit Brechung“ in Frankreich und England.
Auf Basis der Porro-Prismen entwickelte Porro das monokulare Fernglas, die „Longue-Vue-Cornets“. Als weiter Typ eines derartigen Fernglases wurden die „Lunette Napoleon III“ entwickelt und persönlich am 22. Februar 1855 Kaiser Napoléon III. überreicht.

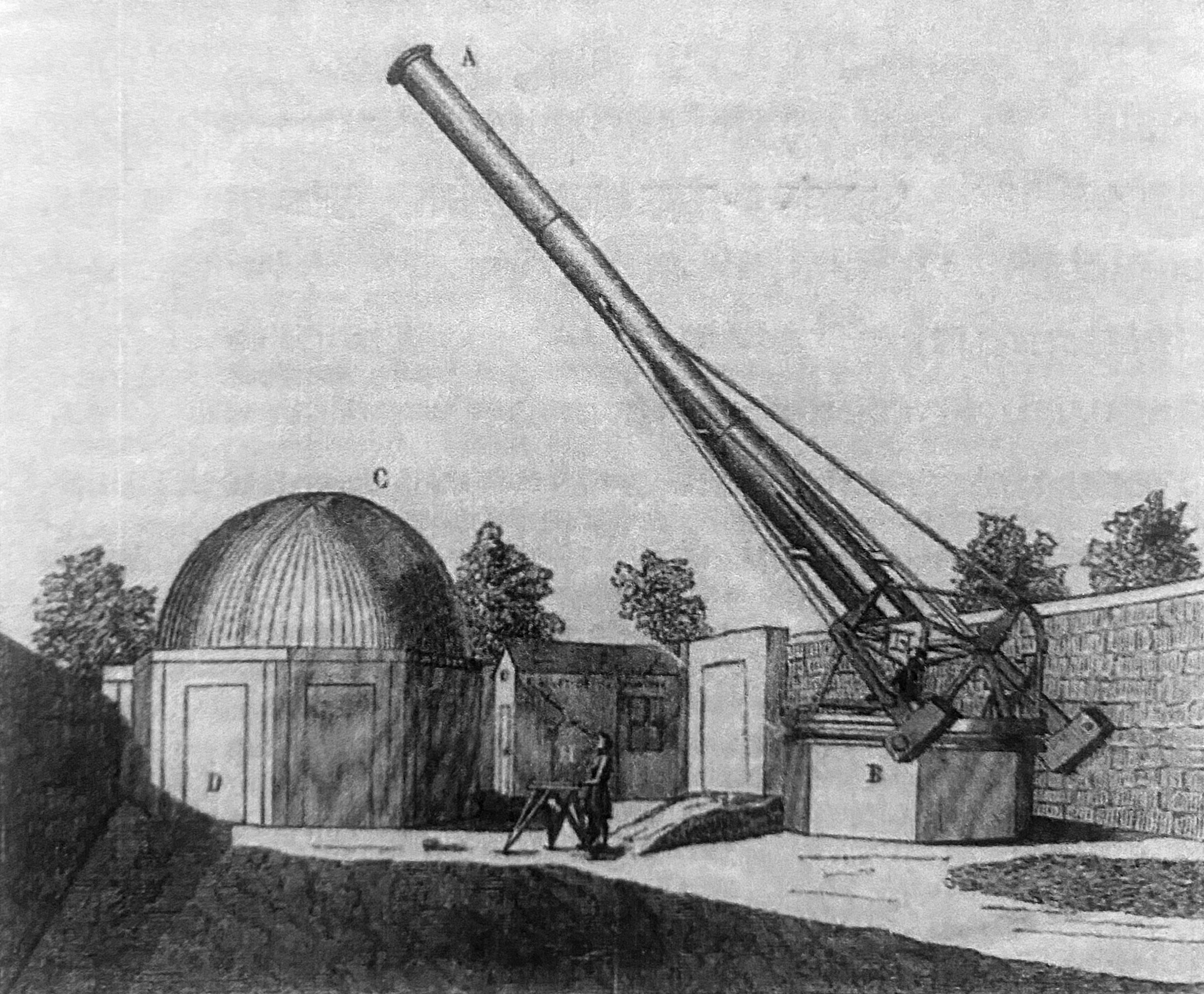
Teleskop mit 52 cm durchmessenden achromatischer Linse in Porros „Parc astronomique“ in Paris

Auf der Weltausstellung 1855 in Paris präsentierter er das seinerzeit weltgrößte achromatische Objektiv, dessen Linsen mit 52 cm Durchmesser er geschliffen hatte. Mit einem damit gebautem Teleskop konnte man einen weiteren Stern in der Sternkonstellation Trapez (im Orionnebel) entdecken, zudem wurden Fotografien des Mondes und einer Sonnenfinsternis angefertigt.

## Lehre in Florenz und Mailand
1861 kehrte er nach Italien zurück und lehrte Tachymetrie in Florenz. Die Technische Hochschule in Mailand berief ihn 1863 zum Professor für Vermessungswesen (Geodäsie). Im gleichen Jahr gründete Porro die Firma „Tecnomasio italiano“ und zwei Jahre später in Mailand die „Filotecnica“. Bis zu seinem Tod konnte er aus seinen zahlreichen Erfindungen keinen nennenswerten wirtschaftlichen Nutzen ziehen. Auch die wissenschaftliche Anerkennung blieb ihm zu Lebzeiten und über seinen Tod hinaus verwehrt. Als Ernst Abbe 1893 selbst ein optisches Umkehrsystem patentieren wollte, musste er zu seiner Überraschung feststellen, dass ihm Porro, von dem er bis dahin noch nie etwas gehört hatte, um Jahrzehnte zuvorgekommen war.